# Константинопольский собор (1180)
Константинопольский Собор 1180 года , был специально посвящен вопросу о «боге Мухаммеда». В византийском чине оглашения приходящих от ислама стояла “анафема богу Мухаммеда, о котором говорится, что он есть бог ὁλὀσφυρος”. Анафема была направлена на мусульманское представление о Боге и включала в себя 112-ю суру Корана из византийского перевода.

## Дискуссия
Император Мануил I пришел в негодование относительно сомнительной формулировки, поскольку, по его мнению, таким образом подвергался анафеме сам истинный Бог. Император был убежден, что, расходясь во многих принципиальных вопросах, христиане и мусульмане, как монотеисты, веруют в одного Бога, и потому требование произнести на Него анафему казалось кощунственным.
Мануил созвал Собор и высказал свое мнение, ожидая получить от архиереев и патриарха Феодосия одобрение на изъятие формулировки из огласительных книг Святой Софии – главного храма Константинополя – и вообще из всех церквей. Однако Собор встретил предложение императора резко отрицательно. Архиереи были убеждены, что бог мусульман – это не тот истинный Бог, которому поклоняются христиане, разница в представлениях о Боге в христианстве и исламе принципиальна. Мусульмане под именем Бога поклоняются мысленному идолу, “жалкому измышлению жалкого ума Мухаммеда”, как передает речи заседавших Никита Хониат. Как пишет Никита, отцы Собора “не хотели даже и слышать о его предложении, как не ведущем ни к чему доброму и удаляющем от истинного понятия о Боге.
Не согласный с мнением архиереев император с помощью секретарей составил собственный томос, в котором обосновал свою точку зрения, утверждая, что анафема на бога Мухаммедова относится к истинному Богу. Однако Церковь подвергла осуждению указанное сочинение. Никита свидетельствует, что патриарх Феодосий “не только сам не согласился с этим сочинением, как опасным и вводящим новые догматы, но и других убеждал остерегаться его, как яда. Царь оскорбился этим, как будто бы получил жестокую обиду, осыпал архиереев бранью и называл их всесветными дураками”.
Наконец в результате прений с представителями императора был составлен соборный томос, который постановлял не просто изъять анафематизм, но заменить его новой анафемой против Мухаммеда и его учения. Так Церкви, несмотря на давление официальной власти, удалось отстоять свою точку зрения. Это хорошо видно из текста соборного томоса. Требование императора об удалении 22-го анафематизма удовлетворяется, но подчеркивается, что это делается из соображений икономии, для устранения препятствий перед желающими креститься мусульманами, но не из-за догматического убеждения, что христиане и мусульмане поклоняются одному и тому же Богу, как того требовал Мануил Комнин.
Более того, в томосе прямо сказано, что “сам Мухаммед объявил неверное понимание Бога”, а выражение анафематизма лишь “кажущееся кощунственным”, а не кощунственное, как утверждал в своих томосах император. И, наконец, в новом варианте анафематизма, содержится, хоть и в более завуалированном виде, и отвержение мусульманского богопочитания, и осуждение позиции, выраженной императором: провозглашается анафема учению Мухаммеда, в котором он исповедует, что Господь, Бог и Спаситель наш Иисус Христос не является Сыном Божиим. Это тот самый аргумент, который приводил Никита Византийский и который звучал на первом заседании собора: отвергая Троицу и Христа как Сына Божия, мусульмане не могут считаться почитающими истинного Бога. При этом формальное требование императора было удовлетворено.
Церковь не  согласилась выполнить даже это формальное требование, когда престарелый император скончался спустя полгода после Собора. Первоначальная формулировка 22-го анафематизма сохранилась в последующем тексте чина отречения и в том же виде попала в славянский перевод чина, в “Кормчую” святителя Саввы Сербского, перешедшую позднее и на Русь.
Огромное значение томоса Собора 1180 года состоит в свидетельстве о том, что мнение о принципиальной разности богопочитания в христианстве и исламе было засвидетельствовано Церковью соборно, притом двукратно, и засвидетельствовано, несмотря на угрозы и давление со стороны официальной власти».

## Томос Константинопольского Собора 1180 года
Святейшая Церковь издревле и даже до настоящего времени имела общеизвестные огласительные книги, в том виде, как они были изначально составлены. В числе других изречений в этих книгах располагается следующее: «сверх всего этого, анафематствую Бога Мухаммедова, о котором тот сказал, что он есть Бог единый, Бог не родил он и не был рождён, и не явился никто, подобный ему». [Сделано было это] так как, с одной стороны, сам Мухаммед объявил неверное понимание Бога с этим [термином] как, по крайней мере, поняли тогда, и в то время, когда через опубликованную им книгу Коран, он передал окружавшим [его людям], которые не имели прежде большего количества гнусных и негодных вещей.
Но приходящие из мусульман к божественному крещению и, согласно обыкновению, оглашаемые, обращая внимание на изречение о боге Мухаммеда, постоянно приходят в затруднение об этом, остерегаясь явно анафематствовать Бога по имени, и по причине [их] некультурности, и незнания грамоты, и потому как совершенно не знают, что означает? Ибо Бог – не Бог [для них], и мусульмане свидетельствуют, что никогда не слыхали о таковом, если даже и нечто иное подразумевал [под этим словом] тот, кто составил огласительные книги.
И вот, поскольку они пребывают в нерешительности, подвигся этим разногласием наш богомудрый и святой император, и, сочтя их осторожность о Боге не вовсе неоправданной, возжелал удалить эти повседневные недоумение и смущение для мысли колеблющихся [мусульман] и сохранить их от соблазна и сомнения по отношению к православной вере (и не их одних, но и других, кто смущается из-за этого), своей боговдохновенной царской властью постановил анафематствование бога Мухаммедова из огласительной книги удалить, [и вместо этого] подвергать анафеме самого Мухаммеда, и все, в книге его Коране [содержащиеся] мерзостные и общеизвестные учения, дурно переданные им вопреки учениям Христа Бога нашего. Итак, решение об этом было ясно высказано в письме его величества, пространном и подробном, в котором все мысли подводят к заключению: не оставлять эту часть с вышеупомянутой анафемой как изречение, кажущееся кощунством по отношению к Богу.
Поэтому наш богомудрый император, преследуя эту цель, на протяжении письма, посланного нам, устанавливает необходимость быть удалённой той скандальной части изречения из огласительной книги, поскольку она кажется не соответствующей тому, что должно было бы [там находиться]. Мы же, соборно рассмотрев упомянутое императорское письмо, определяем и постановляем выбросить из огласительной книги вышеуказанное изречение, ради приходящих к божественному крещению и других, соблазняющихся о таковом наименовании Бога, анафематствовать же самого Мухаммеда и книгу его, Коран, во [всех пунктах], в которых он противоречит святым учениям Христовым, и иметь следующее изречение [взамен прежнего]:
Анафема Мухаммеду, [и его] учению, переданному в Коране, в котором он исповедует, что Господь, Бог и Спаситель наш Иисус Христос не является Сыном Божиим; благое называет дурным, а свет выставляет тьмою, ещё же [анафема] и скверному учению его, противному священным наставлениям Христа и богомудрых святых, а также [анафема] и тому, кто внушил ему и думать и учить этим скверным и презренным вещам, буде это кто-либо из людей, или же злоначальник демонов и отец зла, или же сам скверный Мухаммед породил от себя столь безобразнейшие плоды; кроме того, анафема тем, кто [считает], что Мухаммед – пророк и посланник, от которого приняли учения и заповеди, противные учению Христа.
Анафема была написана и подписан настоящий томос 13 апреля 6688 года.
Подписи с другой стороны: моё императорское величество, приняло к рассмотрению решения святого и божественного собора [изложенные в] настоящем томосе и одобрило их 13 апреля 6688 года. Имеется печать Мануила Комнина, во Христа Бога верующего императора и самодержца Ромейского. Имеется также подпись каждого архиерея следующим образом: «такой-то о таком-то вопросе имеет решение и подписывает».